# Francisco Bazán (bufón)
Francisco Bazán fue un bufón de Carlos II, conocido principalmente por haber sido retratado por Juan Carreño de Miranda en un cuadro que se encuentra en el catálogo del Museo del Prado.
Proveniente del Hospital de Gracia de Zaragoza, ingresó en la Corte de Madrid en 1677 y se cree que pudo ejercer de espía de Juan José de Austria debido a su extraordinaria memoria y a su cercanía con Carlos II. Se le dio el apodo de "Ánima del Purgatorio", porque creía encontrarse en ese lugar.
Se le acusó de afirmar proposiciones heréticas y en 1680 fue ingresado en el Hospital del Nuncio para locos por orden de los inquisidores de Toledo. Salió de allí en abril de 1682 y retornó a la Corte, donde sirvió hasta al menos 1689.